# Antimonio
El antimonio es un elemento químico que forma parte del grupo de los metaloides de número atómico 51 situado en el grupo  15 de la tabla periódica de los elementos. Su nombre y abreviatura (Sb) procede del latín stibium ("Banco de arena gris brillante"). Su principal mena es la estibina.
Este elemento semimetálico tiene cuatro formas alotrópicas. En su forma estable es un metal blanco azulado. El antimonio negro y el amarillo son formas no metálicas inestables. Principalmente se emplea en aleaciones metálicas y algunos de sus compuestos para dar resistencia contra el fuego, en pinturas, cerámicas, esmaltes, vulcanización del caucho y fuegos artificiales.

## Características principales
El antimonio en su forma elemental es un sólido cristalino, fundible, quebradizo, blanco plateado que presenta una conductividad eléctrica y térmica baja y se evapora a bajas temperaturas. Este elemento semimetálico se parece a los metales en su aspecto y propiedades físicas, pero se comporta químicamente como un no metal. También puede ser atacado por ácidos oxidantes y halógenos.
Las estimaciones sobre la abundancia de antimonio en la corteza terrestre van desde 0,2 a 0,5 ppm. El antimonio es calcófilo, presentándose con azufre y con otros elementos como plomo, cobre y plata.

## Historia
Estudios arqueológicos e históricos indican que el antimonio y sus sulfuros han sido usados por los humanos al menos durante los últimos 6 milenios. En la antigüedad la antimonita o estibina, Sb2S3, la forma más común de sulfuro de antimonio fue el principal ingrediente del “kohl”, una pasta negra usada por los egipcios, entre otros, como maquillaje para los ojos. Los babilonios conocían la forma de obtener antimonio de sus compuestos y lo usaban como ornamento para vasijas. 
El alquimista Basil Valentine (1565-1624), presentado a veces como el descubridor del antimonio, fue el primero en describir la extracción de antimonio de sus compuestos en su tratado “Triumph Wagens des Antimonij” (El carro triunfal del antimonio).

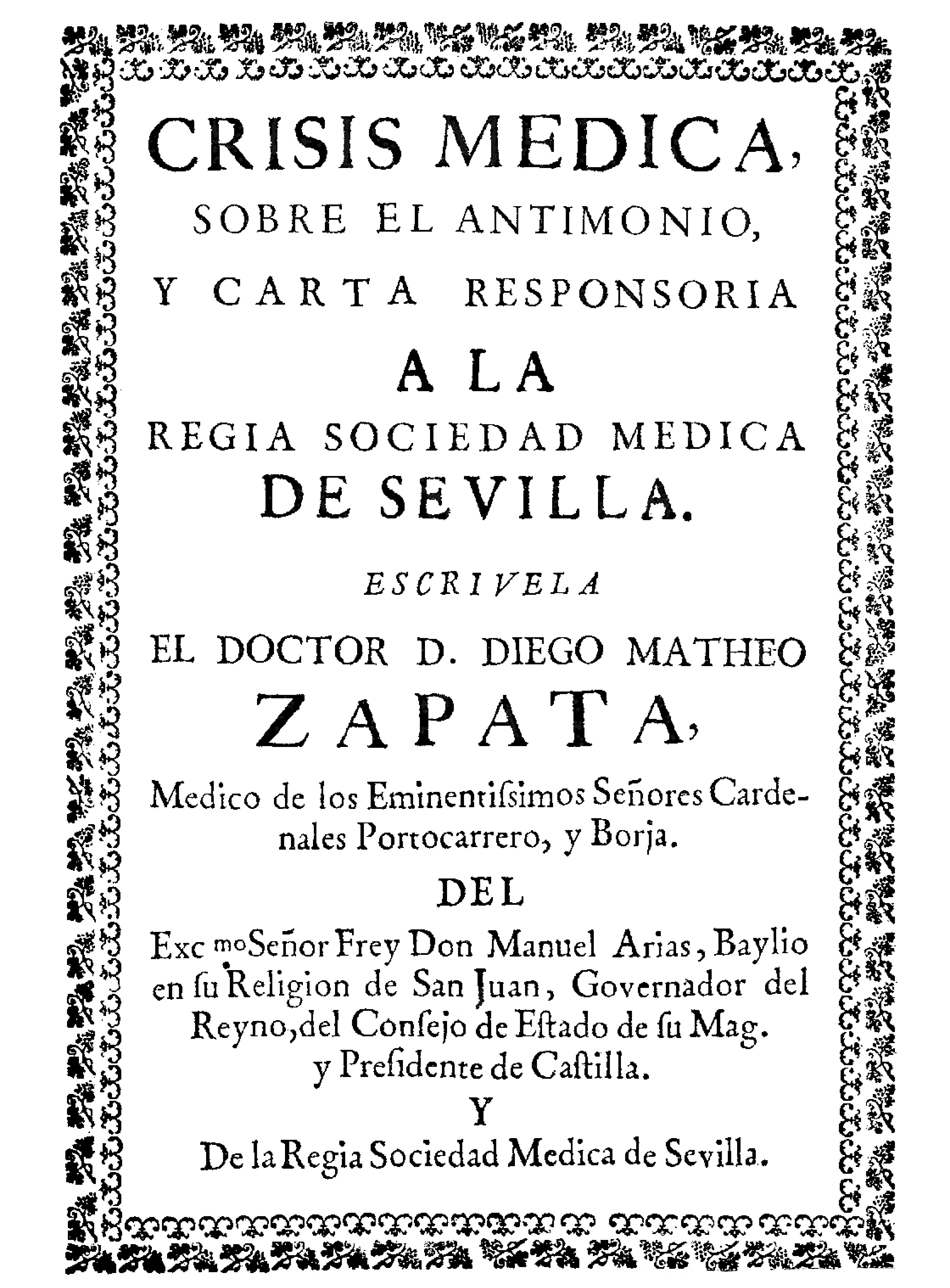
"Crisis médica sobre el antimonio" (1701) Diego Mateo Zapata.

El nombre antimonio viene de una latinización de la palabra árabe انتيمون ("al-ithmīd"), que a su vez consistía en una arabización de la palabra latina stibium.
Otras teorías sugieren que antimonio es un compuesto de las palabras latinas “anti"(miedo) y “mono” (solo); lo que haría referencia a su existencia en la naturaleza normalmente como compuesto.
Tras la invención de la imprenta en el siglo XVI el antimonio fue usado como aleante para los sellos tipográficos. Al enfriar, el antimonio líquido tiene la propiedad excepcional de expandirse mientras se solidifica. De este modo consigue rellenar las grietas de los moldes, por lo que las aristas de las piezas que se obtienen son muy afiladas. Por esta razón, se usó para hacer tipos de imprenta. En el siglo XIX su aleación con zinc (metal inglés) fue utilizada en los cubiertos, palmatorias y candelabros. 
Tras el invento del acumulador eléctrico se comprobó que el uso de la aleación de plomo y antimonio hacía durar mucho más a los mismos. Durante la Primera Guerra Mundial se alcanzó un máximo de producción, debido a su uso armamentístico, ya que este semimetal aumenta mucho la dureza y la fuerza mecánica del plomo y del estaño. Con el desarrollo de la industria automovilística el uso del antimonio ha ido aumentando año tras año, aunque los niveles de la Primera Guerra Mundial no se volvieron a alcanzar hasta los años 1990.

## Aplicaciones
El antimonio tiene una creciente importancia en la industria de semiconductores en la producción de diodos, detectores infrarrojos y dispositivos de efecto Hall.
Usado en aleaciones, este semimetal incrementa mucho la dureza y resistencia a esfuerzos mecánicos de la aleación. También se emplea en distintas aleaciones como peltre, metal antifricción (aleado con estaño), metal inglés (formado por zinc y antimonio), etc.
Algunas aplicaciones más específicas:
- Baterías y acumuladores[12]
- Tipos de imprenta[13][14][15]
- Recubrimiento de cables
- Cojinetes y rodamientos

Compuestos de antimonio en forma de óxidos, sulfuros, antimoniatos y halogenuros de antimonio se emplean en la fabricación de materiales resistentes al fuego, esmaltes, vidrios, pinturas y cerámicas. El trióxido de antimonio es el más importante y se usa principalmente como retardante de llama. Estas aplicaciones como retardantes de llama comprenden distintos mercados como ropa, juguetes, o cubiertas de asientos.

### Usos metálicos

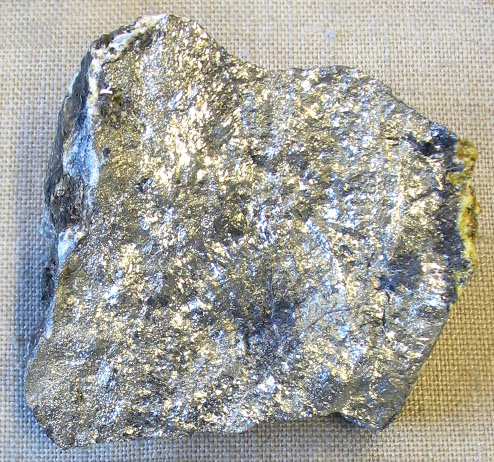
Mineral de antimonio.

Desde que la batería eléctrica de plomo y ácido fue desarrollada en el siglo XX, ha sido en gran medida la batería secundaria (o recargable) más importante por todo el mundo. Se utilizan en vehículos de motor, o como baterías industriales. 
Las baterías eléctricas industriales incluyen las baterías de acumuladores de tracción en las locomotoras de las minas, carros del golf, y así sucesivamente, baterías de "energía de emergencia". El antimonio en aleación con el plomo es usado para ciertas piezas de los acumuladores eléctricos para las cuales la resistencia a la corrosión es necesaria.
El antimonio es un componente menor pero importante de muchas soldaduras suaves, que son las soldaduras que funden en temperaturas debajo del 625 K. Estas soldaduras pueden contener entre 0,5 y 3 % de antimonio. La función del antimonio en estas soldaduras es consolidar la soldadura y suprimir la formación del alótropos de estaño a bajas temperatura, lo que degradaría de otra manera la integridad estructural de los empalmes soldados en las temperaturas debajo del punto de la transición de fase (289 K). El antimonio se ha utilizado como un endurecedor para el plomo usado en la munición. 
En los Estados Unidos su uso se confina en gran parte a la fabricación de balas y perdigones. La contaminación del agua subterránea, del suelo y de la cadena trófica con el tóxico plomo ha preocupado por muchos años, y las regulaciones ambientales han conducido al reemplazo del plomo al antimonio con una aleación de tungsteno. 
Las aleaciones de plomo que contienen cerca del 2 al 8 % de antimonio son resistentes al uso atmosférico y la corrosión por lo que son utilizadas en la construcción de canales y barreras de la humedad. En la industria química, las aleaciones que contienen a partir 4 a 15 % de antimonio proporcionan la protección contra varios estados líquidos de los productos químicos, especialmente del ácido sulfúrico o del azufre. Aleado con bismuto, plomo y estaño, el antimonio es un componente de algunas de las aleaciones fusibles usadas en dispositivos de seguridad de fuego. El metal que se emplea para la fabricación de caracteres y demás material tipográfico se obtiene con una aleación de plomo, antimonio y estaño. El plomo se usa por la fácil fusión y para que la aleación sea dúctil y compacta. El antimonio sirve para dar más resistencia al metal con el fin de que no se aplaste tan fácilmente durante las repetidas y numerosas tiradas. Las aleaciones son diversas, según los tamaños de los tipos y el uso a que se destinan. 
Así que para la fabricación del metal destinado a blancos, se suele usar la aleación siguiente, denominada ordinaria: 75 partes de plomo, 20 partes de antimonio y 5 partes de estaño. Cantidades pequeñas de antimonio de gran pureza se utilizan en los vídeo discos (DVD).

### Usos no metálicos
La punta de los fósforos de seguridad contiene trisulfuro de antimonio. La combustión es una reacción exotérmica mantenida por los radicales libres internamente generados y el calor radiante. Los retardadores con halógeno de la llama actúan interfiriendo con el mecanismo de cadena radical en la fase de gas (la llama). Cuando son utilizados por sí mismos, los retardadores de la llama del halógeno se deben utilizar en cantidades muy grandes. Este problema se evita agregando el trióxido del antimonio, que trabaja de forma conjunta con los halógenos, reduciendo la cantidad necesaria de retardante de llama y reduciendo también el coste del tratamiento total. El mecanismo del trabajo conjunto del antimonio y los halógenos se ha intentado explicar de varias maneras, pero ninguna es definitiva. 
Muchos plásticos comunes son susceptibles a la degradación por el calor y la luz ultravioleta (UV) y se deben proteger durante la vida de servicio los productos hechos de ellos por la adición de compuestos conocidos como estabilizadores. El antimonio ha sido utilizado desde los años 1950 como estabilizador de calor eficaces para el PVC, especialmente en las formas rígidas del plástico. 
El trióxido de antimonio se utiliza como catalizador en la polimerización del PET, que es un plástico usado en las botellas, películas, acondicionamiento de los alimentos, y muchos otros productos. Los compuestos del antimonio, junto con el dióxido de germanio, son los catalizadores preferidos para PET. 
El dióxido de germanio da un producto con una transparencia mejor que el antimonio, pero que es demasiado costoso para muchas aplicaciones del PET. El trióxido de antimonio es utilizado también como pigmento blanco para las pinturas exteriores, donde su resistencia al desgaste por la acción atmosférica le hizo el objeto de valor, sin embargo, al descubrirse su capacidad tóxica el trióxido de antimonio ha sido suplantado por el dióxido de titanio (TiO2). 
Todavía se utiliza en cantidades significativas como estabilizador del color, donde es importante mantener intensidad del color y evitar el cambio de la tonalidad, por ejemplo en las pinturas amarillas usadas para los autobuses de las escuelas (estadounidenses y sudafricanas) y en las rayas amarillas aplicadas a los pavimentos del camino. 
Los pigmentos conductores de la electricidad del óxido de estaño (SnO) con antimonio se han introducido en años recientes para incorporarlos en las capas plásticas que protegen las computadoras y otros componentes electrónicos contra la electricidad estática. 
El antimonio fue utilizado en medicina, por su buenas cualidades expectorantes, eméticas y purgantes. Y se llegaron a escribir tratados sobre sus cualidades médicas. Hasta que se decidió declararlo veneno, de forma oficial, el 3 de agosto de 1866. En forma de sales de antimonio Sb(OH)2Cl (Sbv) o como antimonio pentavalente, aún se menciona como tratamiento inicial contra leishmaniasis.

## Antimonio y ambiente
El antimonio es liberado al ambiente desde fuentes naturales e industriales. Puede permanecer en el aire adherido a partículas muy pequeñas por muchos días. La mayoría del antimonio en el aire se deposita en el suelo, en donde se adhiere firmemente a partículas que contienen hierro, manganeso o aluminio. Altos niveles de antimonio en el aire que respiramos por períodos muy largos pueden ocasionar irritación de los ojos y los pulmones y causar problemas respiratorios, del corazón y del estómago. 
El límite de exposición ocupacional es 0,5 mg de antimonio por m³ de aire por un día laborable de 8 h. El nivel máximo permitido del antimonio en agua potable en Europa es 0,006 ppm. 
En el aire urbano, la principal fuente de antimonio es la combustión de combustibles fósiles en vehículos automotores, centrales eléctricas e incineradores.
El inventario tóxico de Estados Unidos de la Agencia de Protección del Ambiente (EPA) para el período a partir de 1993 a 2005 demostró que las plantas industriales de E. U. A. lanzaron más de 900 t/año de antimonio en todas las formas a la tierra y cerca de 25 t/año al agua subterránea. Del antimonio lanzado a la tierra por industrias importantes, los fundidores de cobre primarios suponen cerca de 60 %; fundidores primarios para otros metales no ferrosos, 20 %; fundidores no ferrosos secundarios, 7 % y refinerías de petróleo, 2 %. El 11 % restante se atribuye a la fabricación de varios productos del antimonio. El lanzamiento postconsumición del antimonio de productos desechados del uso final es también de importancia. 
Hay preocupación, especialmente en Europa, por la lixiviación de los pigmentos del antimonio, de los estabilizadores de calor, y de los retardadores de la llama de productos desechados de los plásticos. Estas preocupaciones han contribuido a un cambio a los estabilizadores de calcio-zinc en Europa y a los estabilizadores basados en estaño en Estados Unidos y el Japón. Se cree que el país que más antimonio lanza a la atmósfera es China, debido a gran uso que se hace de este elemento en ese país, ya que posee las principales minas de antimonio del mundo. Sin embargo no se tienen datos.[cita requerida]

## Abundancia y obtención
El antimonio se encuentra en la naturaleza en numerosos minerales, aunque es un elemento poco abundante. Pero  es posible encontrarlo libre, normalmente está en forma de sulfuros; la principal mena de antimonio es la antimonita (también llamada estibina), Sb2S3.
Mediante el tostado del sulfuro de antimonio se obtiene óxido de antimonio (III), Sb2O3, que se puede reducir con coque para la obtención de antimonio.
2Sb2O3 + 3C → 4Sb + 3CO2
También se puede obtener por reducción directa del sulfuro, por ejemplo con chatarra de hierro:
Sb2S3 + 3Fe → 2Sb + 3FeS
| 1.  | China      | 89 000 |
| 2.  | Rusia      | 30 000 |
| 3.  | Tayikistán | 28 000 |
| 4.  | Birmania   | 6000   |
| 5.  | Bolivia    | 3000   |
| 6.  | Turquía    | 2400   |
| 7.  | Australia  | 2030   |
| 8.  | Irán       | 500    |
| 9.  | Vietnam    | 310    |
| 10. | México     | 300    |
| 10. | Kazajistán | 300    |

Fuente: USGS.
NOTA: No se han publicado datos de Estados Unidos.

## Compuestos
Sus estados de oxidación más comunes son el 3 y el 5.
Los términos antimonio crudo y crudum se aplican al mineral que contiene más de 90 % de antimonio, y al mineral del sulfuro licuado, que es esencialmente una mezcla del antimonio-sulfuro que contiene 70 % o más antimonio. El metal refinado del antimonio es la forma común estable de antimonio.[cita requerida]
El antimonio amarillo o alfa-antimonio se produce por la acción de ozono en SbH3 líquido, -90 °C. Es amorfo y poco soluble en disulfuro de carbono. El antimonio amarillo es muy inestable y se transforma fácilmente a temperaturas superiores -90 °C en antimonio negro, que también puede formarse directamente a partir de SbH3 líquido y oxígeno a -40 °C. El antimonio negro se oxida espontáneamente en aire y se convierte en el antimonio romboédrico ordinario o beta-antimonio. La cuarta forma alotrópica del antimonio es el antimonio explosivo, que se forma a partir de la electrólisis del cloruro de antimonio.[cita requerida]
Esta forma se transforma a 475 K en la forma alotrópica más común produciendo una explosión. Hay estudios que intentan demostrar que el antimonio amarillo es en realidad antimonio impuro y no es una forma alotrópica verdadera del antimonio.
Debido a su dureza, fragilidad, y carencia del maleabilidad, el antimonio no tiene ninguna aplicación como metal por sí mismo a excepción de las cantidades pequeñas usadas para los bastidores ornamentales y los dispositivos de semiconductor. Sin embargo, es un componente de menor importancia en muchas aleaciones del plomo y estaño. 
La mayoría del antimonio que se utiliza en el estado metálico, como en baterías del LA, la cubierta del cable, y varios otros usos, se utiliza como cierta forma de plomo antimonial, que puede contener hasta 25 % de antimonio, pero contiene más comúnmente porcentajes de un solo dígito. El antimonio es también un componente de varias aleaciones de estaño, tales como metal de Bretaña, metal antifricción y soldaduras de estaño-antimonio-plata usada para ensamblar tubos para agua potable. 
El antimonio forma un número muy grande de compuestos inorgánicos. Los sulfuros predominan en naturaleza y están disponibles para el comercio como minerales procesados del antimonio. En términos de las cantidades producidas, el compuesto sintético más importante del antimonio en gran medida es el trióxido (Sb2O3), que es utilizado por sí mismo para algunas aplicaciones. 
Otros compuestos usados en cantidades substanciales son el pentóxido (Sb2O5), el trisulfuro (Sb2S3) y el pentasulfuro (Sb2S5). Estos compuestos se utilizan como los retardadores de la llama, en los pigmentos, estabilizadores del calor y de la radiación en los plásticos y de catalizadores.
Se conocen todos sus trihalogenuros, SbX3, y el pentafluoruro y pentacloruro, SbX5. El trifluoruro se emplea como fluorante. El pentafluoruro junto con HSO3F forma un sistema SbF5-FSO3H con propiedades de superácido. Con estos halogenuros se pueden preparar distintos complejos. Se conoce el hidruro SbH3 (estibina), pero es poco estable y se descompone con mucha facilidad.
Se conoce el trióxido de antimonio, Sb2O3 y el pentóxido, Sb2O5.

## Precauciones
El antimonio y muchos de sus compuestos son tóxicos, debiéndose tener los mayores cuidados posibles en su manipulación.
Reacciona violentamente con oxidantes fuertes (ejemplo: halógenos, permanganatos alcalinos y nitratos) originando riesgo de incendio y explosión. Reacciona en medio ácido con hidrógeno naciente produciendo un gas muy tóxico (estibamina). Estos compuestos se forman en presencias de metales atacables por el ácido que se está usando, como por ejemplo el hierro, por lo que nunca deben emplearse objetos metálicos (recipientes, pinzas, etc.) cuando se limpien con ácido minerales de antimonio.
Su temperatura de autoignición es 900 °C, y su almacenamiento debe realizarse separado de alimentos y piensos, oxidantes fuertes, ácidos, sustancias reductoras. Se debe manejar con guantes, gafas protectoras.